# Balcones Escarpment

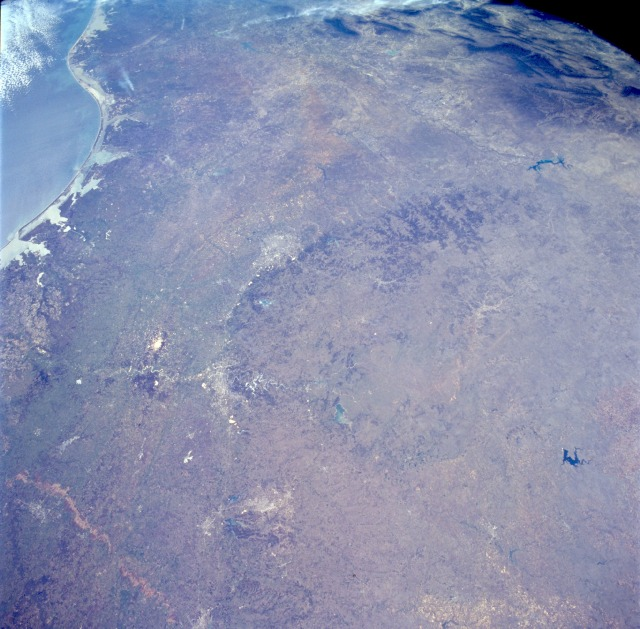
Balcones Escarpment (den krökta formationen mitt i bilden) fotograferad från nordost mot sydväst. Foto: Nasa.

Balcones Escarpment är den synliga delen av en lång förkastningszon, Balcones Fault, som skapar en naturlig gräns med klippig kalkstensterräng mellan Texas Hill Country och den sydöstra kustslätten i Texas. Området karakteriseras av djupa dalgångar, underjordiska vattenvägar, och andra geologiska särdrag som möjliggör ett mycket snabbt genomflöde av vatten i området. Balcones Escarpment är ett av USA:s mest översvämningsutsatta områden när omfattande regnväder inträffar.